# Phastia licasia
Phastia licasia är en fjärilsart som beskrevs av William Schaus 1939. Phastia licasia ingår i släktet Phastia och familjen tandspinnare. Inga underarter finns listade i Catalogue of Life.